# Mario Birrer

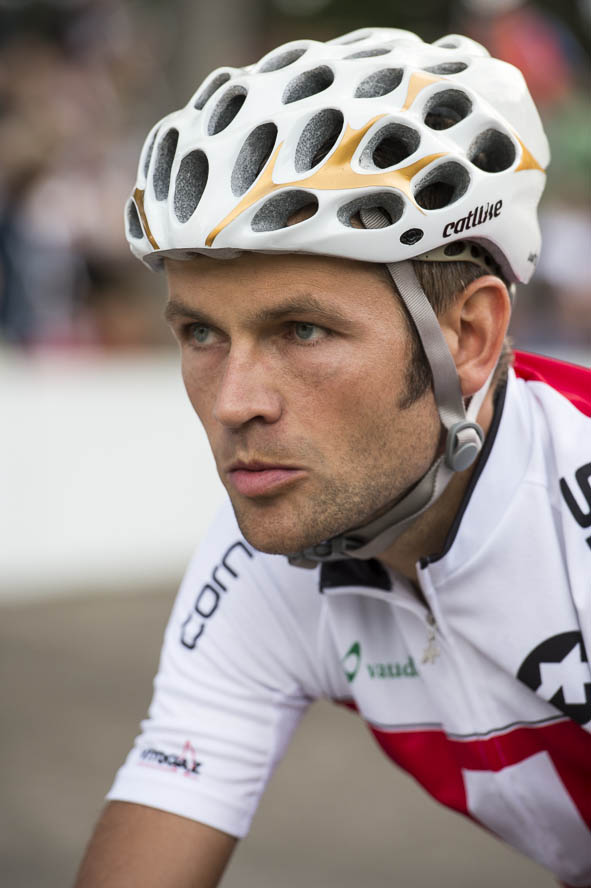
Mario Birrer (2013)

Mario Birrer (* 28. Februar 1980 in Therwil) ist ein ehemaliger Schweizer Radrennfahrer.
Ab 2005 war Mario Birrer als Radrennfahrer aktiv. 2010 wurde er Schweizer Meister der Steher. 2011 belegte er bei der Europameisterschaft der Steher auf der Radrennbahn Reichelsdorfer Keller in Nürnberg den dritten Rang. 2013 errang er gemeinsam mit Schrittmacher Helmut Baur, ebenfalls auf der Nürnberger Radrennbahn, den Europameister-Titel. Im Jahr darauf konnte er diesen Erfolg gemeinsam mit Baur auf der Radrennbahn Forst wiederholen. Im Juli 2014 bestritt Mario Birrer sein letztes Rennen auf der Radrennbahn in Singen, auch Schrittmacher Baur trat anschliessend zurück.
Im Jahre 2009 wurde Birrer bei der Berner Rundfahrt positiv auf Nikethamid getestet und für sechs Wochen gesperrt. Er selbst erklärte das Testergebnis mit der fahrlässigen Einnahme eines Erkältungsmedikaments.